# Самгебро
Самгебро (груз. სამღებროს ქუჩა; Красильная улица) — улица в Тбилиси, в историческом районе Старый город, от улицы Братьев Зданевичей до Ботанической улицы. Рекомендованный туристический маршрут по старому городу.

## История
Проходит в старейшем городском районе Кала, в средние века находилась под защитой городских крепостных стен.
Ранняя история улицы мало известна, поскольку весь её район был разорён персами во время нашествия Ага Магомет хана (1795). Вся гражданская застройка улицы (на плане царевича Вахушти 1735 года район улицы плотно застроен) была разрушена и воссоздавалась уже после вхождения Грузии в состав Российской империи (1805) с возможным изменением трассировки улицы.

## Достопримечательности
д. 5 — Церковь Сурб Геворг

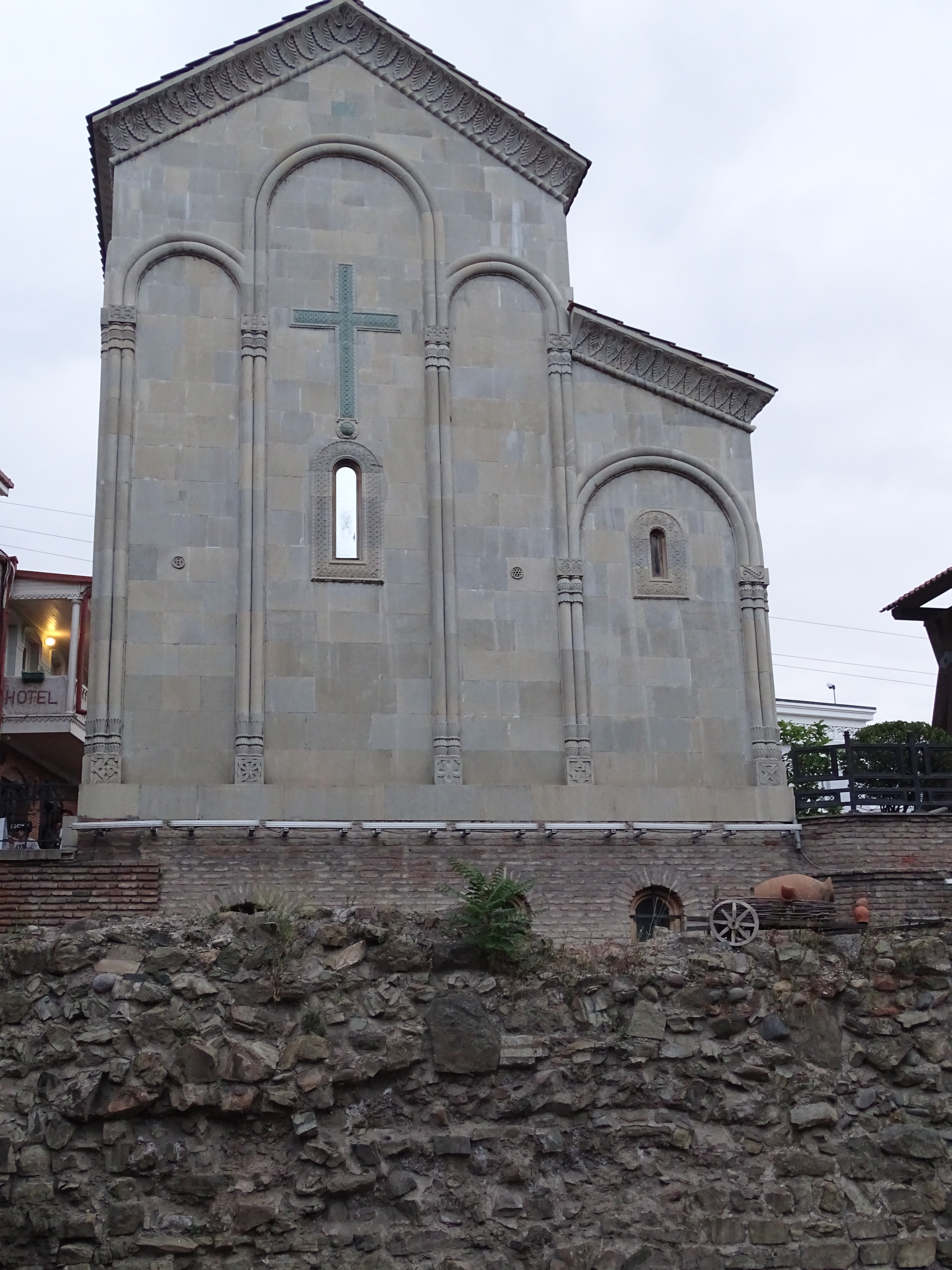
Церковь Сорока мучеников Севастийских

д. 6 — Тбилисский государственный музей грузинской народной музыки и музыкальных инструментов
д. 6 — Церковь Сорока мучеников Севастийских